# Dichaea splitgerberi
Dichaea splitgerberi är en orkidéart som beskrevs av Heinrich Gustav Reichenbach. Dichaea splitgerberi ingår i släktet Dichaea och familjen orkidéer. Inga underarter finns listade i Catalogue of Life.